# 查斯特納特弗拉特 (喬治亞州)
查斯特納特弗拉特（英語：Chestnutflat）是位於美國喬治亞州沃克縣的一個非建制地區。該地的面積和人口皆未知。

## 地理
查斯特納特弗拉特的座標為34°36′29″N 85°21′11″W / 34.60806°N 85.35306°W，而該地的平均海拔高度為281米（即922英尺）。